# أليكساندر ماريليا
أليكساندر ماريليا (بالصربية: Александар Мареља) مواليد 14 يونيو 1992 في بلغراد، صربيا والجبل الأسود، هو لاعب كرة سلة صربي. بدأ مسيرته الاحترافية في سنة 2010. يلعب في الدوري الإسباني لكرة السلة كلاعب وسط. يحمل الرقم 46.

## المسيرة الاحترافية
لعب مع سي بي مورسيا في الدوري الإسباني في سنة 2013، ثم لعب مع نادي ستروميكا لكرة السلة في موسم 2013–2014، ثم لعب مع نادي ميغا لكرة السلة في سنة 2014، ثم لعب مع نادي أوستند لكرة السلة في موسم 2015–2016، ثم لعب مع نادي ميغا لكرة السلة في موسم 2016–2017، ثم لعب مع نادي إشبيلية لكرة السلة في الدوري الإسباني في سنة 2017.

## روابط خارجية
- أليكساندر ماريليا على موقع الدوري الأوروبي لكرة السلة (الإنجليزية)
- أليكساندر ماريليا على موقع الدوري الإسباني لكرة السلة (الإسبانية)
- أليكساندر ماريليا على موقع كرة السلة الأوروبية.كوم (الإنجليزية)
- أليكساندر ماريليا على موقع ريلجم (الإنجليزية)
- أليكساندر ماريليا على موقع بروبوليرز (الإنجليزية)
- أليكساندر ماريليا على موقع سبورتس رفرنس (الإنجليزية)